# 終末のハーレム
『終末のハーレム』（しゅうまつのハーレム、world's end harem）は、LINK（原作）、宵野コタロー（作画）による日本の漫画作品。ウェブコミック配信サイト『少年ジャンプ+』（集英社 / 以降、『J+』と表記）にて、2016年5月8日から2023年5月7日まで、隔週日曜日に連載された。
難病を治療するためのコールドスリープから目覚めた主人公が、ウイルスによって男性が99.9%死滅した世界に直面し、出会ったばかりの女性たちとのセックスによる子作りを懇願されて困惑する一方、残りわずかな男性たちを救うために必要な特効薬の開発を目指す姿を描く。ウイルスは男性優位の社会を憎み女性だけの理想郷を実現しようとするミサンドリストたちの陰謀によるものという設定で、男性の絶滅を目論む女性たちの組織と、主人公に寄り添いながら陰謀の公表を目指す女性たちの攻防も描かれる。
2017年にボイスドラマ化、2019年にVRアニメ化を経て、2021年にはテレビアニメ化されている。
第1部は2020年6月21日配信の第85話をもって完結し、第2部『終末のハーレム After World』（しゅうまつのハーレム アフターワールド）は2021年5月9日から2023年5月7日まで全47話が配信され、完結した。
本作とは異なる世界観で、剣と魔法の異世界を舞台にした新シリーズ『終末のハーレム ファンタジア』が、『J+』にて2018年5月から連載されている。また、本作や『ファンタジア』とはさらに異なる世界観に一新した新シリーズ『終末のハーレム ブリタニア リュミエール』が、『J+』にて2020年6月から2021年8月まで連載された。

## 概要
『J+』の2016年新連載春の陣第5弾として、連載が開始された。成人向け漫画作品を中心として知られる宵野の、一般誌連載作品である。キャッチコピーは「男性消滅。5対50億の超ハーレム！」（第1部）、「めくるめく欲望の新世界、開幕。」（第2部）。
後述のAppleほど表現規制が厳しくないパソコンでも、午前0時に無修正版で公開した後、午前8時に修正を被せた修正版へ差し替える措置が取られている。
単行本第1巻発売当時の担当編集によれば、本作の設定や描写ゆえに連載開始当初から物議を醸しており、販売サイトや販売国によっては年齢指定が入っている。また、2017年4月からは以下のように集英社から正規ライセンスを取得した各国語翻訳版の発売も開始されている。
- 台湾・香港では、東立出版社による繁体字中国語翻訳版が『終末的後宮』のタイトルで2017年4月から発売されている[20][21]。
- 韓国では、大元 C.I.社による韓国語翻訳版が、『종말의 하렘』のタイトルで2017年7月から発売されている[22][23]。
- フランスでは、デルクール（フランス語版、英語版）社によるフランス語翻訳版が、『WORLD'S END HAREM』のタイトルで2018年4月から発売されている[24][25]。
- アメリカでは、セブンシーズ・エンターテインメント社による英語翻訳版が、『WORLD'S END HAREM』のタイトルで2018年4月から発売されている[26]。
- イタリアでは、BDエディション（イタリア語版）社によるイタリア語翻訳版が、『WORLD'S END HAREM』のタイトルで2019年7月から発売されている[27][28]。

## 表現規制と公開停止および有害図書指定
iOSアプリではAppleによる表現規制が厳しいという理由からたびたび公開停止となっており、第1部第3話の公開時点では全話が公開されていたが、第4話の公開直前に全話が一時公開停止となったことを経て、第21話の公開直前には全話が公開停止となったうえ、2017年4月14日にはAndroidアプリでも全話が公開停止となった。この事態に際し、iOSアプリとAndroidアプリではそれぞれ作中の台詞をもじったお詫び漫画が第21話のパソコン用公開に合わせて公開され、2017年4月26日には公開停止前以上に修正を被せたうえでの復旧作業を進めていることが発表されたが、同年5月28日現在のiOSアプリでは公開停止となっている。
なお、2017年9月20日にナイルのアプリ情報マガジン「Appliv」のインタビューに答えた『J+』編集長（当時）の細野修平によれば、iOSアプリでの公開停止は想定内だったという。
こういった経緯について、漫画評論家・稀見理都は自身の公式Twitterに、半分は「外圧」で日本にはなかった修正基準との戦いでもある旨を述べている。また、宵野は『J+』の2018年新年会に出席した際、漫画家・天望良一によるインタビューにて本作を「『週刊少年ジャンプ』（以降、『WJ』と表記）では題材の時点でアウト」と断言している。
その後、長らく目立った動きはなかったが、2022年9月21日には単行本第14巻が青森県にて青少年健全育成条例第12条第1項の規定に基づき、青少年健全育成審議会による意見を経て同条例の第1号に該当すると判断され、有害図書指定を受けている。

## あらすじ
単行本第12巻までが第1部とされており、作中では同部の終了から第2部の開始までに4年（実際は3年半）間が経過している。

### 第1部
第1巻（第1話 - 第6話）
西暦2040年。東京では「細胞硬化症」に罹患した青年・水原怜人が、兄・龍、妹・まひる、幼馴染・橘絵理沙に見送られ、コールドスリープに入る。5年後、目覚めた怜人の前に専属担当官・周防美来が現れ、男性の99.9%を死滅させた「MKウイルス」の免疫は細胞硬化症を治療した怜人たち5人「ナンバーズ」のみが持つことを告げ、子作りを要請する。
怜人は「UW日本支部」の施設内にて、先に目覚めた青年・火野恭司がセックスで子作りに成功したこと、絵理沙が行方不明であること、コールドスリープ中の龍ら生き残りの男性たちがあと1年足らずでMKウイルスによって死亡することを、まひるとの再会を経て知る。怜人が絵理沙を捜そうと美来に1か月間の猶予を求める一方、恭司は専属担当官・石動寧々子による案内のもと、若手女優・北山玲奈ら好みの美女たちとの優雅な子作り「メイティング」の日々を満喫する。
怜人はナース・龍造寺朱音やボディーガード・山田翠と合流し、MKウイルスの特効薬の開発を決意する。
第2巻（第7話 - 第14話）
UW日本支部の首脳陣は、UW世界本部に極秘で「メイティング計画」を進める。絵理沙の残した映像からMKウイルスが人工ウイルスであることを知った怜人は、日本支部にて技術長官に監禁されたところを、救出される。
怜人は国務長官・鬼原に「世界宣言」を依頼され、施設外への外出許可と研究施設の使用許可を交換条件として応じ、全世界の女性たちに希望を捨てないよう呼びかける。それを難民に扮して見ていた絵理沙は、無言で立ち去る。
首脳陣は恭司の子を妊娠する女性たちが増加しつつある成果にほくそ笑み、さらなる増加に期待する。まもなく、いじめと細胞硬化症に苦しめられた果てのコールドスリープから、男子高校生・土井翔太が目覚める。翔太を歓迎した専属担当官・神谷花蓮は、驚愕した彼に高校生活のやり直しを提案する。翔太はかつての教室にて授業を受けた後、花蓮に案内されて担任教師・羽生柚希と再会する。感涙した柚希は、花蓮に翔太への「ご褒美」を薦められる。
第3巻（第15話 - 第21話）
翔太は女子生徒たちの存在に動揺しながらも柚希に夜の自室へ招かれ、導かれるまま結ばれる。翌日、翔太は一条奈都や柊春歌と打ち解け始め、体育館で黒田・レイン・ちふゆと東堂晶のバレーボール対決に立ち会うが、ボールで額を負傷する。翔太を心配した柚希が音楽室にて再び身体を開く一方、花蓮は怜人と恭司への対抗心を燃やす。
1週間後、それまで柚希と日々愛し合った翔太は自室で奈都の突然の来訪に動揺するが、柚希と会えない状況に際して奈都とも結ばれる。その後、柚希の態度から自分の環境を察した翔太に花蓮はメイティングの詳細を明かし、欲情した女子生徒たちは翔太の目の前で制服を脱いでいく。その光景に満足した首脳陣は、美来を解任する。
怜人は特効薬の開発難航に苦悩していたが、新たな専属担当官として現れた研究者・黒田マリアや美来の旧友・片桐麗亜と共に、日本で最初にMKウイルスの犠牲者が出た慶門市へ向かう。
第4巻（第22話 - 第28話）
怜人たちは、犠牲者の妻・谷口の入院先を訪れる。絵理沙とひそかに連絡していた谷口は、怜人の思想を批判する。温泉旅館にて入浴した怜人は、サウナ室に現れたアメリカ人留学生・クロエ・マンスフィールドに翻弄される。翌日、美来と怜人の思いを聞いた谷口は亡夫のことを明日に話すと誓うが、その夜に何者かが谷口の点滴に毒物を混入させる。
翌日、谷口の昏睡を知った怜人たちは彼女の夫の収容先だった病院跡を訪れ、朱音は麗亜に不審を抱く。谷口の持つMKウイルスの論文を入手した怜人が慶門市から、荷物をまとめた柚希が高校からそれぞれ立ち去るのと平行し、フリーター当時の先輩・リカともメイティングに励める現状に飽きを覚え始めていた恭司は、まひるに着目する。
自分の立場に動揺した翔太は、逃げ込んだ先の用務員室で自分と同様の過去を持つ春歌に惹かれて結ばれたうえ、翌日には体育用具室にて自分への欲情を抑えきれなくなった晶に拘束されて結ばれる。
第5巻（第29話 - 第34話）
晶と結ばれた翌日、翔太は保健室にて春歌・奈都・晶に流されるままメイティングに励むが、花蓮から柚希の「転任」を知らされた結果、進んで女子生徒を求める自棄に至る。そこへ、翔太をかつて無視していた元級友・星野汐音が「転校」してくる。翔太はタレントになり損ねていた汐音が年下の女子生徒たちから蔑視される姿を嘲笑して花蓮の勧めに応じ、UW日本支部による後ろ盾を求める汐音に昼休みの校舎屋上でのメイティングを強要する。
まひるがメイティングを拒否し、首脳陣がUW世界本部の使者に備える中、朱音はマリアと共に怜人への暗殺計画を察して彼のもとを訪れ、自分が鬼原の娘であることや麗亜への不審を明かし、難民地区に隠れ家を構える。一方、自分でも暗殺計画を察した麗亜は配給に参加する怜人への狙撃を美来のために阻止し、その首謀者を推察する。マリアは渡米したはずの研究者たちの消息が病院跡で途絶えていたことを知り、怜人はそこがMKウイルスの製造場所かと疑う。
第6巻（第35話 - 第41話）
UW世界本部からの飛行機が到着した当夜、怜人・マリア・朱音・翠は病院跡を訪れて地下施設を発見し、そこにいた技術長官たちに殺害されそうになるが、クロエたちが現れて技術長官たちを射殺する。クロエは、自分がUW日本支部を内偵していたUW平和維持活動局局長であることや、現在の絵理沙がテロ集団に身を置いていることを明かす。
クロエの補佐官・ポープに詰問されて本性を現した鬼原は、総務長官・首藤や護衛たちによる造反に遭い、首藤以外の首脳陣共々拘束される。一方、慶門市では爆破テロが発生し、東京ではコールドスリープ中の会社員・木根渕善がテロ集団に拉致される。その数日前、さらなる女子生徒とも結ばれていた翔太は花蓮にかつて自分をいじめていたエリカの調達を依頼し、堕落していた彼女への復讐を遂げる。なおも花蓮が女子生徒たちを煽った結果、翔太を争奪するメイティングは激化し、彼もそれに応じて満喫するが、校内には絵理沙の命令を受けた榊光が潜伏していた。
第7巻（第42話 - 第48話）
翔太が荒淫の限りを尽くすようになってまもなく、一帯は爆破テロに遭う。花蓮は世界で一番偉くなるという野望を明かし、翔太と結託する。一方、善はテロ集団に目覚めさせられ、妻・ミキや我が子と再会できない状況に直面する。テロ集団のもとで「村」を率いる元上司・出芽輝奈から隷属を命じられ、絵理沙から2045年の現状を聞かされて驚愕した善は、さらに輝奈から「村」の希望者たち全員を妊娠させる「聖奴隷」となることを強制される。
クロエによる説明に怜人は困惑し、朱音の件からも鬼原との面会を考えるが、そこにテロ集団からの電波ジャック放送が入る。絵理沙は自分たちを「イザナミ」と称して善を披露し、UW世界本部の首脳陣が5年前にMKウイルスを散布した可能性が高いことや、単為生殖によって女性だけの世界を作ろうとしていることを暴露する。朱音が収監中の鬼原から世界本部やクロエのことを聞き出し、怜人がUW日本支部からの出奔を決意する中、彼のもとに翔太と花蓮が現れる。
第8巻（第49話 - 第55話）
花蓮は翔太と共にクロエとの会談に臨み、彼女に中止させられたメイティングを翔太のみ再開させる取引を経て、国務長官の地位を要求する。怜人は美来にも出奔を提案して断られたところを共にポープに拘束されそうになるが、麗亜・マリア・朱音・翠に救出される。まひると合流した怜人・マリア・朱音・翠は美来や麗亜に見送られ、光たちと共に台湾へ向かう。恭司が寧々子による手配で船上の怜人と連絡を取り、玲奈が恭司の子を妊娠した女性たちへの羨望や恭司への一途な思いから寂しさを募らせる中、花蓮は玲奈らまだ妊娠していない女性たちを翔太に提供する。
クロエは美来と麗亜を拘束し、怜人は台湾にてついに絵理沙と再会する。絵理沙は怜人にイザナミが2つの派閥に分かれていることを明かし、香港経由でヨーロッパへの同行を依頼する。一方、「聖奴隷」となって久しい善のもとへは元取引先の娘・安保恋子が母・ころんと共に現れ、「祭」が近いことを告げる。
第9巻（第56話 - 第62話）
精力剤の服用とメイティングの一時中止によって常時性的興奮状態に置かれ、「聖奴隷」としての完成に近づいていく善の姿に、輝奈らの派閥の班長たちは祝杯を挙げる。そして「祭」の当夜、輝奈たちによる責め苦に遭った善はイザナミの主・イザナギとして豹変し、欲情した彼女たちとの乱交に没頭する。
マリアと絵理沙は怜人への思いを募らせ、民生長官となった花蓮は首藤に依頼して翔太と汐音のさらなるメイティングを実現させると、玲奈に接触する。香港にてMKウイルスの情報収集に動く怜人たちが武装集団による連行の危機を謎の美女・冰冰による介入で回避した頃、玲奈を狙うも柚希を思い出して断念した翔太はエリカとのメイティングに励み、花蓮は玲奈の件で恭司から激怒されるもほくそ笑む。怜人が冰冰の誘惑に隠された真意を見極めて彼女に認められ、恭司が自分の男児や女性たちを守ろうと決意する中、翔太は改めて晶からメイティングを求められる。
第10巻（第63話 - 第69話）
翔太は晶にとあることを依頼し、怜人たちは香港の反UW勢力のボス・呂からMKウイルスの結晶を託されてヨーロッパへ発つが、彼女の裏ではクロエが暗躍する。ジェット機内では冰冰が絵理沙の覚悟を試し、メイティングセンターではエリカが翔太に覚悟を示す。ロスアニア公国では到着した怜人たちに王女・アナスタシアが対面し、怜人との婚礼を宣言する。
怜人はアナスタシアを説得して絵理沙と共にMKウイルスの特別研究施設を訪れるが、そこを使いこなせる博士・ラギーニ・シンはかつての失敗から山中にて隠遁生活を送っており、彼女に会った怜人は特効薬の開発に際して命と童貞を捨てる覚悟を問われる。ラギーニの協力を得られないまま、怜人は童貞を捨てる相手として絵理沙・マリア・朱音・冰冰・アナスタシアだけでなく日本にいる美来のことも意識するが、絵理沙には辞退されたうえ、マリアから求愛される。一方、朱音は怜人への求愛の順番を待ちながら、彼を「楽しませる」一計を案じる。
第11巻（第70話 - 第77話）
怜人はクルーザーで出航した海上にて朱音から求愛され、宮殿での合コンを経てアナスタシアから求愛された後、UWのスパイが送り込まれたことを冰冰から知らされる。UW日本支部にてクロエがスパイからの吉報に期待する中、冰冰は怜人に求愛する一方で絵理沙の不穏な行動を明かす。怜人はロスアニアを離れていた絵理沙のもとを訪れ、すでに妊娠できない身体となっていたことを明かされるが、号泣する彼女と改めて相思相愛を確かめ合い、結ばれる。
翌朝、恭司は最初の分娩日の決定に期待し、怜人は特効薬の開発実験のためにロスアニアへ戻るが、日本支部では絵理沙のクローンである美来の儚い姿に花蓮やクロエがほくそ笑む。調整中の美来が作成されてまもない当時からの記憶を回想する中、怜人はラギーニの協力を得て実験に臨む。美来は「養成所」当時を共に回想した麗亜から怜人への思いを改めて問われ、実験の過程で高濃度のMKウイルスを注入された彼は死の淵に陥る。
第12巻（第78話 - 第85話）
怜人は美来と絵理沙への思いによって生還し、クロエはロスアニアをMKウイルスの首謀者と断じるプロパガンダを公表させる。完成したワクチンによってロスアニア大公は復帰し、寧々子は恭司と彼の男児を出産間近な女性・ゆかりを引率して出奔する。怜人は絵理沙たちと共に世界各地へのワクチン手配に着手し、彼らとの合流に備えて潜伏した恭司は寧々子の思いを受け入れるが、激怒したクロエはロスアニアへのミサイル攻撃とナンバーズの全員抹殺を決意する。
怜人は美来の正体を知り、翔太は再会した柚希が男児を出産間近であることを知る。まもなく、九州某県の洞窟へ到着した怜人は恭司の男児・恭一の誕生を見届けると、絵理沙による要請を経て美来とも結ばれる。そこへクロエの率いる小隊が迫り、追いつめられた怜人たちは翔太や花蓮と結託したイザナミに救われる。しかし、クロエに狙撃されていた恭司が死亡したうえ、その事態を翔太や花蓮は利用してクロエたちを追放し、日本を自分たちの支配下に置く。

### 第2部
第13巻（第1話 - 第6話）
西暦2049年。日本ではMKウイルスのワクチンによって男性約5千人が復帰するが、彼らはそれに仕込まれていた性欲消滅物質「NOSEX」によって性欲と生殖能力を失っていた。そんな中、ハウスメイト・雨宮牡丹と同棲しながら自身の性欲の目覚めに動揺する少年・金村陸は、花蓮の後輩である専属担当官・溝下乃薔薇をはじめ、彼女に手配された保世ひまわり・花山院百合愛・倉持蘭ら上級生3人とも同棲することとなる。その頃、翔太や花蓮によるマスコミの印象操作で能力消失の濡れ衣を着せられていた怜人は、自身も能力の回復が叶わない苦境に直面していたが、男性たちを救う努力は変わらず続けており、美来と寄り添いながら絵理沙に思いを馳せる。
一方、アメリカではクロエがUWから再編した「MW」を率い、ポープら部下たちと共にNOSEXの成果に奮い立ちながら「男性絶滅計画」の進行を画策していた。
第14巻（第7話 - 第14話）
陸は乃薔薇による手配で牡丹と結ばれ、怜人は冰冰から送られた書物に能力回復の手がかりを見い出す。乃薔薇は陸たちをさらなるメイティングに誘おうと沖縄へ連れ出し、そこを訪れていた麗亜と朱音はひまわりや百合愛とのビーチバレー勝負を経て、「捜し物」を始める。陸がひまわりとも結ばれた夜、翔太と花蓮はNOSEXへの対策に怜人を使おうと画策し、東京にて政府預かりの処遇に置いている彼のもとへ、ちふゆを派遣する。NOSEXの特効薬の開発に必要なハブを麗亜と朱音が持ち帰った後、怜人はかつて健康な臓器を美来に移植して死去した絵理沙のためにも、美来に求婚して子作りを約束したうえで日本各地への出張に臨み、美来は怜人の帰還を待ち続けることを誓う。
一方、MWでは三賢者が肉体の限界が近いクロエに改めて命令を下し、日本では翔太の結婚が提案され、陸が蘭との外出中に日本への潜入者たちに拉致される。
第15巻（第15話 - 第22話）
陸は花蓮たちに救出されてメイティングを依頼され、蘭とも結ばれる。3児の母となっていた柚希は、翔太から誰かと結婚することを知らされる。陸は花山院宅へ招かれ、当夜のパーティーにて翔太や花蓮、奈都と出会った後、百合愛と同衾して拒絶されるが、翌日には花蓮や乃薔薇との相談を経て、再び百合愛との同衾に臨む。
翔太がメイティングに飽きを覚え始めた頃、クロエは花蓮の抹殺計画を爆破テロとして実行に移し、怜人たちは善に会おうと再び九州へ向かう。2週間後、花蓮は爆破テロによる重傷で昏睡状態に陥っており、イザナミによる拒絶を経て帰還していた怜人は政務に追われる翔太との会食に臨み、とある人物の捜索を依頼する。一方、陸はひまわりと蘭による3人での同衾に臨む。朱音が怜人に求愛するものの亡弟の件で悲涙に暮れ、牡丹が陸への思いを募らせる中、陸の異父姉・金村桜が彼の学校を訪れる。
第16巻（第23話 - 第30話）
牡丹と百合愛が陸との混浴を意識する中、陸は同棲先を訪れた桜との再会を経て、彼女へ募らせてきた思いを回想する。陸を思いやる牡丹は百合愛と共に彼と同衾し、怜人・マリア・朱音・翠・ちふゆは、捜索に応じたミキや怜人を思う桜を連れ、NOSEXへの対策に必要な薬草を求めて九州へ向かう。
怜人たちはミキを連れてきたために輝奈から歓迎され、善との子供たちを披露される。薬草の入手は許可されたものの善の解放は許可されず、怜人はイザナミに馴染んでいた善から定住を提案されるが、それを断る。その夜、MWによる襲撃を経て善を守ろうと残ったミキを怜人たちは心配しながら、東京へ帰還する。激務で翔太が消耗する関東からクロエとポープは日本近海の艦船へ帰還するが、極秘に復帰していた花蓮に拘束される。一方、怜人は陸と対面して比較実験用のデータを入手し、朱音は非公式に来日したアナスタシアを出迎え、陸は桜から怜人への愛情を告げられる。
第17巻（第31話 - 第38話）
クロエは、幸福から絶望に叩き落とされた出自の記憶を花蓮によって呼び覚まされ、その真相を確かめようと彼女に誘われる。怜人は美来への思いも新たに花蓮を糾弾し、彼女の怒りを買う。真相を把握したクロエは三賢者のもとへ赴き、その元凶だった彼女たちを殺害する。花蓮は三賢者が孤島にて稼働させようとしていた単性生殖システム「聖母の子宮」を横領し、クローンの製造にアナスタシアを伴って着手する。
冰冰は花蓮の陰謀を感じ取った呂から、改めて怜人のために動くよう命じられる。怜人が対NOSEX試薬を完成させる一方、アナスタシアは花蓮のもとで何者かとのメイティングに臨む。桜は怜人に好意を告白するが失恋に終わり、彼は美来と改めて思いを交わそうとしていたところを、政府職員を偽った女性たちに襲撃される。同時期に襲撃されていた朱音と共に監禁された怜人は、彼女の看病によって高熱から回復するが、監禁先の施設の女性から朱音とのメイティングを命じられたうえ、美来の死亡を告げられる。

## 登場人物
声優は特記のない限りボイスドラマ版 / テレビアニメ版の順に記載。1人の場合はテレビアニメ版を示す。
水原 怜人（）
声 - 山谷祥生 / 市川太一、小市眞琴（少年）
本作の主人公。コールドスリープから2番目に目覚めた、「ナンバー2」の医大生。2042年に行方不明となった幼馴染の橘 絵理沙（）（声 - 白石晴香）への操を貫いてメイティングを拒否し、MKウイルスの特効薬の開発を決意して研究を行う。
周防 美来（）
声 - 伊藤静（ボイスドラマ・VRアニメ） / 白石晴香
本作のメインヒロイン。怜人の専属担当官。怜人のメイティング成果を得られず上層部によって解任されるが、その後も彼に協力し続ける。正体は絵理沙のクローン。
黒田 マリア（）
声 - 小林桂子（VRアニメ） / 小坂井祐莉絵
美来の後任として新たに着任した、専属担当官の1人。怜人のMKウイルスの研究に役立てようとUW日本支部から派遣された、研究者でもある。
片桐 麗亜（）
声 - 石原愛依梨（VRアニメ） / 渡部恵子
美来の後任として新たに着任した、専属担当官の1人。前役職は撫民官（）だった。怜人に当初は否定的であるが、彼の誠実さと美来への愛情ゆえに協力する。
龍造寺 朱音（）
声 - 浅川悠（ボイスドラマ・VRアニメ） / 大地葉
怜人の健康管理と同衾のために美来が選んだ、ナースの女性。UW日本支部の国務長官を務める鬼原（）（声 - 斉藤貴美子）の娘でもある。
山田 翠（）
声 - たみやすともえ / 山根綺
怜人の安全確保と同衾のために美来が選んだ、ボディーガードの少女。有事の際には、常人を超越した身体能力を発揮する。
火野 恭司（）
声 - 高塚智人 / 江口拓也
コールドスリープから最初に目覚めた、「ナンバー1」の元フリーター。環境に馴染み、若手女優の北山 玲奈（）（声 - 西明日香 / 天野聡美）たちとのメイティングに精を出すが、ナンバーズ殲滅作戦を経てクロエに射殺される。
石動 寧々子（）
声 - ブリドカットセーラ恵美 / 石上静香
恭司の専属担当官。恭司をメイティングに飽きさせないよう尽力し、彼の好みの美女たちを次々と手配するが、自分も恭司に異性として立場を超えた思いを持つ。
土井 翔太（）
声 - 米内佑希 / 浦和希
コールドスリープから3番目に目覚めた、「ナンバー3」の高校生。花蓮による手配で元担任教師の羽生 柚希（）（声 - 生天目仁美 / 早瀬莉花）と結ばれた後、花蓮と結託して日本を支配下に置く。
神谷 花蓮（）
声 - 赤﨑千夏 / 竹達彩奈
翔太の専属担当官。表向きは翔太の補佐役として柚希ら学校関係者たちを手配し、メイティング成果を上げた後には彼と結託して裏で実権を握る。
木根渕 善（）
コールドスリープから4番目に目覚めた、「ナンバー4」の営業マン。元上司でもある出芽 輝奈（）らイザナミの幹部たちによる「儀式」に遭った結果、彼女たちの主のイザナギとして豹変する。
金村 陸（）
コールドスリープから5番目に目覚めた、「ナンバー5」の中学生。性欲が目覚めた直後に乃薔薇と出会い、彼女による手配でハウスメイトの雨宮 牡丹（）と結ばれ、翔太と花蓮による策謀に巻き込まれていく。
溝下 乃薔薇（）
陸の専属担当官。花蓮の後輩。陸に倒錯した愛情を寄せる。
クロエ・マンスフィールド (Chloe Mansfield)
声 - 大久保瑠美
UW世界本部の使者にしてUW平和維持活動局局長を務める、白人美女。三賢者（）（声 - 久川綾、かないみか、京田尚子）ら世界本部の統治者たちのもとで補佐官のポープ（声 - 足立由夏）ら部下たちを率い、ナンバーズ殲滅作戦を展開する。

## 世界設定

### 状況
作中世界における西暦2040年の社会は、科学技術の発展と新エネルギーによってあらゆるものの機械化が進み、人々は労働の義務から解放されるほど、AIに生活基盤のほぼすべてを依存して安定した生活を送っていた。歴史上最も平和な時代として戦争も起こらず、食料生産はおろか自動車の運転すら不要となっており、労働は一部の物好きや使命感に駆られた者のみが人生の充足感を得るために従事するものとして形骸化した。
しかし、MKウイルスのパンデミックによって世界人口100億人の人々が翻弄されて社会は大混乱に陥り、男性の99.9%が死滅した。そのため、UWが世界を統治するようになって久しい2045年時点での活動可能な人類の男女比は、細胞硬化症の特効薬によって偶然MKウイルスへの免疫を得た男性5人に対して女性50億人という、極端な比率になっていた。そういった理由からも科学力は衰退し始めており、技術者や科学者が半数以下に減ったことによって多くの科学技術がロストテクノロジーと化したうえ、食糧生産システムなどの科学技術の維持や研究施設の増加も難しくなっていた。
上記の状況のもと、UW日本支部の職員たちやコールドスリープ中の男性の家族たちが限りある資源を優先的に回されて整備された環境で悠々とした生活を送る一方、一般市民たちは配給制に頼る貧しい環境で難民として淡々とした生活を送るといった、格差社会が浸透している。その結果、世界各地ではUWへの不満が高じてさまざまな反抗勢力が活動している。
2049年現在、日本は翔太と花蓮による支配下で共和国となっており、ワクチンによって復帰した男性約5千人に対して女性約5千万人にまで男女比が縮まっているが、クロエがワクチンに仕込ませていたNOSEXによって男性たちは性欲と生殖能力を失っており、政府のもとで貴重な存在とされてハウスメイトによる世話を受けて暮らしながら、彼らを治療するための研究が進められている。また、最大の輸出資源は翔太との生殖権となっており、世界各国が彼の精子を求めて集まるという状況に立たされている。一方、日本国外では翔太と花蓮による印象操作の結果、男性たちの解凍が中止されている。
上記の状況のもと、貧しさこそ減ったものの格差社会は解消されていないため、一般市民たちには政府への不満が溜まり続けている。
- LINKは、近未来の科学技術やSF的な最新研究のニュースを読むことが好きだったため、設定を考えることは苦手ではなく、近未来の方が話の自由度が高まると思った[109]。宵野は、漫画としてのバランスを取るのが難しかったが、執筆当時に観た『アベンジャーズ』を通じて『アイアンマン』の世界観に近いのでは…とイメージを参考にしたという[109]。

### 用語
MKウイルス
2040年終盤に発生した、男性のみに感染して3日間で惨死させる新型ウイルス。急速な空気感染による地球全土へのパンデミックを引き起こした結果、3か月で世界人口を半減させたうえ、2045年時点でも蔓延して同様の猛威を持っている。
メイティング
作中世界における、ナンバーズとメイティング候補たちのセックスによる子作りの通称。UW日本支部によって構築された「人口増加施策」でもあり、候補はメイティングセンターや慶門市立西高等学校などへ極秘で選りすぐられた美女たちから構成される。
ナンバーズ
MKウイルス以前に発生した細胞硬化症をコールドスリープ中に治療した結果、偶発的にMKウイルスへの免疫を得た恭司、怜人、翔太、善、陸ら男性たち5人の通称。専属担当官による管理下（実際には監視下）のもと、メイティングの要とされる。
UW
女性による新たな国際連盟。日本を統治するUW日本支部と、各国支部を統治するUW世界本部が登場するが、いずれも上層部は我欲に歪んでおり、前者は世界本部に成り代わろうと「メイティング計画」を、後者は男性の存在を認めず滅ぼそうと「男性絶滅計画」をそれぞれ目論んでいたことから、2046年には解体される。
MW
UWの解体後、クロエがUW世界本部にて男性嫌いの過激派を率いて再編した組織。UW当時から性欲消滅物質「NOSEX」などを用い、進めてきた「男性絶滅計画」をより進めようと画策する。
イザナミ
世界各地に存在するさまざまな反UW勢力のうち、日本にて蜂起した集団。絵理沙や光らの派閥と輝奈らの派閥に分かれており、後者は2045年終盤に開始したイザナギ（善）との乱交を経て、2049年現在では何人もの子供たちを得ている。

## 読切作品

### 漫画
裏技入り終末のハーレム
2016年12月25日に『WJ』公式サイトにて公開された、読切漫画作品。新作ではなく、単行本第1巻の電子書籍版からメイティングシーンを中心に抜粋した本編の一部をクリックやタップで動かせる「裏技」が盛り込まれた内容となっている。
年末のハーレム
2016年12月31日に単行本第2巻の発売を記念して『J+』公式サイトにて公開された、ブーメランパンツ野郎による本作のパロディ読切漫画作品。同サイトの紹介文では「トリビュート漫画」と称されているが、本作についてのメタフィクション要素も含むギャグ内容となっている。
火野恭司の華麗なる一日
単行本第3巻発売記念の特別編として、『週刊ヤングジャンプ』に掲載された読切漫画作品。単行本第5巻に収録されている。メイティングセンターにて、数十人の美女たちと日々メイティングに励む恭司のとある1日を描いた内容となっている。
GIGA番外編（仮）
番外編として、『少年ジャンプGIGA』に掲載された袋とじ読切漫画作品。単行本第4巻に収録されている。慶門市立西高等学校の女子寮の脱衣所にて、翔太のメイティング候補たちのとある1日を描いた内容となっている。
Stand By Me
2017年6月25日に『J+』公式サイトにて公開された、ブーメランパンツ野郎による本作のiOSアプリ公開停止記念パロディ読切漫画作品。本作のiOSアプリでの公開停止を受けて怒りのままApple本社を訪れた主人公たちと、クレーマーでしかない彼らと対峙する同社の関係者たちによる交戦や、その顛末を描くギャグ内容となっている。
ロマンティック・キラー×終末のハーレム
2020年2月25日に『ロマンティック・キラー』の単行本第2巻の発売を記念して『J+』公式サイトにて公開された、百世渡による本作とのコラボレーション読切漫画作品。『ロマンティック・キラー』の登場人物が本作をもじった逆ハーレムの世界を立ち回る、夢オチパロディ内容となっている。百世のTwitterによれば、「同じ『ハーレム』なのと、担当さん繋がりで実現しました」という。

### 番外編小説
執筆はフリーライター兼ライトノベル作家の志田用太朗、挿絵は宵野がそれぞれ担当しているが、本編の原作を担当しているLINKはクレジットされていない。
2022年には、公式ガイドブックに収録された。
天才少女の巨乳への道
2018年5月27日公開。晶の巨乳の感触を風で知ろうと巨大扇風機を組み立てるちふゆの、とある1日を描く。
天才少女の欲望感知マシン
2018年6月10日公開。翔太の性欲を感知しようと眼鏡型欲望感知マシンを組み立てるちふゆの、とある1日を描く。
保健室の勝負下着
2018年9月2日公開。作中当時はまだだった翔太とのメイティングを叶えようと一計を案じる理子の、とある1日を描く。

## 制作背景
企画当時の担当編集と原作者のLINKは「男性が消えて女性だけになった世界で主人公がモテまくる話にしよう」と最初から決めており、その後に魅力的な女性を描く宵野へ企画を提案した。近未来SFでシリアスも入ったハーレムは珍しいので面白味を感じた宵野は、SFを描いた経験が無かったために不安も感じたが、今までの作品を最大限に活かせる内容でもあったため、引き受けたという。また、ハーレムものといえば一般ではラブコメディであるが、本作はサスペンス要素が強いところが面白く、挑戦したいと思った。一番最初の打ち合わせでLINKから膨大な量の資料や設定をもらい、主要人物の設定画を上げたという。
タイトルについては、宵野と企画当時の担当編集、LINKの3人で打ち合わせ中にいくつか候補が挙がった結果、宵野の鶴の一声で決まった。また、発想については、LINKが某動物ドキュメンタリー番組で見たインパラのハーレム生態を人間に置き換えたら面白い話ができるのではと考えたことが、その1つになっているという。そのほか、「何もしなくてもモテる」という中学生の妄想のような着想から、主人公がモテまくるに際して努力を必要としない状況を作りたかったうえ、男性を5人としたのは1人だけによる物語の行き詰まりを防ぎ、ドラマを増やすためであるという。
LINKは近未来における食料生産、人の移動、人口半減による科学力低下などの設定をなるべく細かく決めており、宵野は「今の科学と風景を残しつつ近未来を入れていくのがどこまで嘘臭くならないかという匙加減がとても難しい」と語っている。なお、LINKは連載を続けていくうちに当初から変更した設定も存在することを、テレビアニメ版のシナリオ会議中に明かしている。また、サスペンスの比重は企画段階から意図していたものであり、『J+』編集部には「明るくおバカでHに」とのアドバイスももらったが、世に山ほど存在するその要素ではいずれ埋もれてしまうことから、自分の意図を通したおかげで独自性を出せたという。なお、その要素は後に明るい兆しも出てきて「おねショタ」路線も描く第2部で活用されている。
物語の根幹に関わるメインヒロインたちはLINKが設定を宵野に渡してデザインを描いてもらうが、モブヒロインなどは彼女が自由に描く場合もあるという。その結果、モブヒロインの1人だった玲奈が読者人気が高かったことから出番を増やされたように、宵野の生み出したキャラクターの魅力が物語に大きく影響を与えることもあるという。また、宵野は1つの場面でヒロインの髪型や服装などが似通うと読者が混乱するので、なるべく似たようなものにならないよう注意したり、作中世界にまだまだ現れていない魅力的な内面を持った女性を登場させられることから、作画も負けないようにタッチを変えてみたり、瞳の描き方を変えたりと試行錯誤を重ねているという。
キャラクターの色指定については、第1部ではモノクロでキャラクターデザインを上げていたため、単行本へ収録する際やカラーページを着色する段階になってから決めていたが、第2部では最初からおおむね決めているという。
モザイク処理については、女性の乳首が見える絵は配信では少し難しいと言われたために隠すこととなったが、一味変えたかったので『J+』編集部やデザイナーと相談しながら、デジタルノイズ風にしてもらった。なお、連載開始当初はアプリで読む漫画が後年ほど定着していなかったため、当時の『J+』編集部の方針から過激な表現も許容されていたという。
連載時の第1部第82話の柱コメントで同部がクライマックスであることが説明されていたことについて、LINKは今の物語が一旦終了することや第2部を予定していることを明かしており、「世界観を変えるようなことはせずに海外ドラマにおけるシーズン1からシーズン2のように続きを描いていく」と語っている。その後、休止期間を経て開始された第2部では、ドラマやアニメの脚本のようなシナリオ形式の原作だった第1部から一転し、脚本では表現できなかった面白さを入れようと、途中からネーム形式の原作へ移行している。

## 社会的評価
2019年7月時点で総閲覧数は1億回を突破し、2023年5月時点でシリーズ累計発行部数は900万部を突破している。
第1部第1話で、女性が全裸で立ち並ぶ光景をフルカラーで描いた見開きの扉ページで始まることに加え、同ページが修正版へ差し替えられたこともあり、Twitterなどでは話題となった。
『WJ』副編集長（当時）兼『J+』副編集長（当時）の細野修平へのインタビューを行ったCNET Japanには、段階的な修正や差し替えを「こうした見せ方の変化は、柔軟にコンテンツを修正したり、配信方法を変えたりできるデジタルならではの利点と言えるだろう」と評されている。
2017年5月にdot.が行ったインタビューで、細野は「『ファイアパンチ』と、同時期連載開始の『終末のハーレム』で、30万〜40万人ほど読者が増えた」と語っている。また、2017年9月にナイルのアプリ情報マガジン「Appliv」が行ったインタビューで、細野は『J+』の歴代トップ3として『カラダ探し』や『ファイアパンチ』と並んで本作を挙げている。さらに、2020年7月22日に発売された雑誌『プレジデント』同年8/14号による細野へのインタビューでも、「『ファイアパンチ』や『終末のハーレム』の連載が始まると読者が一気に増え、やはり一番大切なのは作品の力だと痛感した」と述懐されている。
英語翻訳版の発売予定がドニカの海外向けメディアサイト「MANGA.TOKYO」によって報じられた際には、本作に先駆けて発売予定の『Yuuna and the Haunted Hot Springs』（原題：ゆらぎ荘の幽奈さん）と並んで読者アンケートで高評価を得た作品であることを、それらの翻訳・発売を担当するセブンシーズ・エンターテインメント社の編集長のアダム・アーノルドが、自社の公式サイトで述べている。
公式アプリ『マワシヨミジャンプ』の2019年で最も多くマワシヨミされた本が地域別に集計された結果、「日本は『鬼滅の刃』文化圏と『終末のハーレム』文化圏に分かれていた」ことが発表された。
ライター・ドラマ評論家の成馬零一は、本作について以下のように評している。
テレビアニメ版放送終了後の2022年4月19日には、WonderSpaceのウェブマガジン「TVマガ」にて実施されたアンケート「【男性100人に聞いた】ハーレム漫画おすすめ人気ランキングベスト15！」で、第1位を記録している。

## イベント
ジャンプフェスタ
連載開始以降、ジャンプ4誌による合同の大型イベント『ジャンプフェスタ』に本作も出展されている。2020年12月に開催された『ジャンプフェスタ2021』では、ジャンプスーパーステージにLINKとテレビアニメ版のメインキャスト（市川太一、白石晴香、大地葉、山根綺）が登壇した。2021年12月に開催された『ジャンプフェスタ2022』では、ジャンプスーパーステージEXにテレビアニメ版のメインキャスト（白石、石上静香、竹達彩奈、飯田里穂）が登壇した。

週末のハーレム
集英社の男性向け週刊誌『週刊プレイボーイ』とのコラボレーションイベント。単行本第5巻の発売を記念し、2018年3月17日に東京・新宿にて期間限定営業中だったガールズバー「週プレ酒場」を会場として開催された。

複製原画展
アニメショップ「アニメイト」三宮店のリニューアル5周年を記念し、2018年5月18日から同年6月17日まで同店舗内に複製原画が展示された。

Japan Expo
パリのノール・ヴィルパント展示会場にて開催される日本文化の総合博覧会『Japan Expo』の第19回以降、本作もフランス語翻訳版の出版社であるデルクール社によって同社のブースに出展されている。

Napoli Comicon
2019年4月25日から同年4月28日までイタリアのオルトレマーレ国際展示場にて開催された大衆文化イベント『Napoli Comicon』の第21回に、本作もイタリア語翻訳版の出版社であるBDエディション社によって今後の発売作品の1つとして発表されたことが、フメットロジカやアニメクリックによって報じられている。

## 他メディア化

### ボイスドラマ
『J+』のボイスドラマコーナー「聴くジャン！」の第4弾として、2017年5月28日から同年6月5日までの9日間、連続更新で配信された。なお、本作は性的な内容を含むという理由からも、単行本第3巻に特典として封入された限定パスワードの入力を必要とする部分が用意されている。
キャスト
一部の担当声優はクレジットされていないが、龍役を演じた北山恭祐は持ち役以外も演じたことを当時の所属事務所の公式プロフィールで明かしているほか、寧々子役を演じたブリドカットセーラ恵美も当時の自分のブログで同様の旨を明かしている。
スタッフ
ボイスドラマ版の終了時に表示されるエンディングクレジットで確認できる。
- 脚本 - 南出祐司
- 音響ディレクター - 菊池晃一
- 録音・調整 - 山田明寛
- 効果 - 高木英江
- 音響制作 - 株式会社ノワ
- 制作 - ネットコンプレックス株式会社

### VTuber
VTuberチャンネルの運用事業を展開しているBUZZCASTと集英社による共同事業として、VTuber化されている。
動画シナリオはアイデアフラッドが担当しており、同じくVTuber化される『悪魔のメムメムちゃん』と共に告知動画が2018年9月20日にYouTubeにて公開された後、同年11月1日にはVTuber化されるキャラクターがちふゆであることが発表されたが、その理由についてLINKは「ちふゆはすごく元気で明るく、ちょっと使い古された言い方をすればツンデレキャラ。わかりやすくていじりがいがある」と述べている。その後、同年12月7日には動画第1弾が公開された。

### 終末のハーレムVR
DMM.comにて、本作の人気シーンのVR映像化作品『終末のハーレムVR』（しゅうまつのハーレム バーチャルリアリティ）が、通常画質の通常版と高画質のHQ版で制作されている。全3話、各5分。
担当声優は、美来と朱音はボイスドラマ版と共通。それ以外の人物は、新規にキャスティングが行われている。
DMM.comのアニメーションレーベル「DMM pictures」にて2019年3月4日からエピソード3本「Vol.1 東堂晶篇」・「Vol.2 周防美来篇」・「Vol.3 ハーレム篇」の配信が順次開始された後、同年6月28日にはそれらを同時収録したパッケージ版「完全版 バンドルパック篇」が発売された。
2019年4月12日には、DMM VR動画にて平田梨奈や奈月セナを抑えて人気No.1となっている。また、同年5月25日から6月30日までの土曜日と日曜日には、ドスパラの秋葉原店・なんば店・大須店・札幌店にて体験イベントが開催されている。
内容
いずれのエピソードも基本的には原作の再現であるが、展開は視聴者が受け身に徹する独自のものとなっている。
Vol.1 東堂晶篇
原作第4巻（第1部第28話）で翔太が晶に迫られるシーンの再現。
Vol.2 周防美来篇
原作第1巻（第1部第2話・第3話）で怜人が美来に迫られるシーンの再現。
Vol.3 ハーレム篇
原作第4巻（第1部第22話）で怜人が美来・マリア・朱音の背中を流すシーンの再現。前述の理由から、このエピソードのみ原作とは逆に視聴者が美来・マリア・朱音に背中を流されるうえ、原作では拒否して不参加だった麗亜も参加する。
スタッフ
- 原作 - LINK（原作）、宵野コタロー（作画）
- 監督 - HIDE ITO (Vol.1)、金子ひらく (Vol.2)、タロウ・タナカ (Vol.3)
- 制作 - 株式会社スパーチュアス
- プロデュース - DMM pictures
- 製作 - 終末のハーレムVR製作委員会

モーションアクター
- 周防美来 - あべみほ
- 黒田マリア - 四葉杏果
- 片桐麗亜 - 伊東みつき
- 龍造寺朱音 - 山本有紗
- 東堂晶 - 南沙羽

### テレビアニメ
TOKYO MXほかにて2022年1月から3月まで放送された。

### ゲーム
ゆるっとジャンプ+オールスターズ
『J+』の作品キャラクターの魂を宿した人形たちによる、Android/iOS向けオートバトルシミュレーションゲーム。
2022年1月17日のアップデートにより、本作から怜人と美来が参戦している。

## 書誌情報

### 単行本
- 電子書籍版と書籍版が同時発売されている。電子書籍版は「セミカラー版」と題された特別編集版であり、連載時にモノクロだったメイティングシーンやシャワーシーンなどの過激な性的シーンが、集英社によってフルカラーでデジタル着色されている[45]。
- 第13巻以降は前述の通り『終末のハーレム After World』と改題されているが、集英社による紹介ページなどでは『終末のハーレム』のままであり、巻数も続行されている。
- 第14巻は前述の通り、青森県にて有害図書指定を受けている[39]。
- LINK（原作） / 宵野コタロー（作画） 『終末のハーレム』 集英社〈ジャンプ・コミックス+〉、全18巻
  1. 2016年9月2日発売[188]、ISBN 978-4-08-880819-2
  2. 2016年12月31日発売[189]、ISBN 978-4-08-880842-0
  3. 2017年6月2日発売[190]、ISBN 978-4-08-881087-4
  4. 2017年10月4日発売[191]、ISBN 978-4-08-881243-4
  5. 2018年2月2日発売[192]、ISBN 978-4-08-881438-4
  6. 2018年7月4日発売[193]、ISBN 978-4-08-881523-7
  7. 2018年11月2日発売[194]、ISBN 978-4-08-881634-0
  8. 2019年3月4日発売[195]、ISBN 978-4-08-881762-0
  9. 2019年8月2日発売[196]、ISBN 978-4-08-882044-6
  10. 2020年1月4日発売[197]、ISBN 978-4-08-882188-7
  11. 2020年5月13日発売[198][注 8]、ISBN 978-4-08-882304-1
  12. 2020年8月4日発売[200]、ISBN 978-4-08-882457-4
  13. 2021年10月4日発売[201]、ISBN 978-4-08-882817-6
  14. 2022年1月4日発売[202]、ISBN 978-4-08-882853-4
  15. 2022年5月2日発売[203]、ISBN 978-4-08-883105-3
  16. 2022年9月2日発売[204]、ISBN 978-4-08-883254-8
  17. 2023年5月2日発売[205]、ISBN 978-4-08-883550-1
  18. 2023年6月2日発売[206]、ISBN 978-4-08-883624-9

### 関連書籍
- LINK（原作） / 宵野コタロー（作画） 『「終末のハーレム」公式ガイドブック world's end report』 集英社〈ジャンプ・コミックス+〉、2022年1月4日発売[207]、ISBN 978-4-08-882897-8